# Гдовський ВТТ
Гдовський ВТТ (рос. ГДОВСКИЙ ИТЛ, Гдовлаг) — підрозділ, що діяв у структурі Головного управління виправно-трудових таборів Народного комісаріату внутрішніх справ СРСР (ГУЛАГ НКВС).
Організований 24.08.40 на базі існуючого ОТП УВТТК УНКВС Ленінградської обл.;

закритий 28.06.41

## Підпорядкування і дислокація
- ГУЛАГ з 24.08.40;
- ГУЛПС (промислового будівництва) з 26.02.41.

Дислокація: ст. Сланці Ленінградської (нині Жовтневої) залізниці

## Виконувані роботи
- будівництво Гдовського сланцеперегонного і бітумного заводів

## Чисельність з/к
- 11.40 — 1849;
- 01.01.41 — 1990,
- 15.06.41 — 3175